# Балдаев, Христофор Фокеевич
Христофор Фокеевич Балдаев (8 марта 1927, Мямикеево, Марийская АССР — 10 октября 2023) — учёный-биолог, специалист в области пчеловодства, орнитологии и фенологии, педагог, автор множества работ.

## Биография
Мариец. Окончил Усолинскую среднюю школу, работал пчеловодом колхоза им. В. И. Чапаева Еласовского района Марийской АССР.
В 1951 году окончил школу пчеловодства при НИИ пчеловодства.
В 1952 году за успехи в пчеловодстве награждён нагрудным знаком «Отличник социалистического сельского хозяйства».
В 1954 году поступил на факультет естествознания МГПИ им. Н. К. Крупской.
С 1958 года руководил экспедициями на оз. Безукладовское и р. Большой Кундыш по изучению весеннего пролёта птиц, фенологии птиц, закладки маршрутов и площадей для изучения видового состава и численности птиц.
С 1961 года начал работу ассистентом кафедры зоологии МГПИ.
В 1968 году окончил аспирантуру Казанского ветеринарного института по специальности «зоология».
С сентября 1991 по июнь 2005 годов — доцент кафедры зоологии МарГУ.

## Награды
- Медаль «Ветеран труда»
- Нагрудный знак «За отличные успехи в работе» в области высшего образования
- Нагрудный знак «Почётный работник высшего профессионального образования Российской Федерации»
- Почётное звание «Заслуженный работник образования Республики Марий Эл» (2005)
- Медаль «За доблестный труд в Великой Отечественной войне 1941—1945 гг.»
- Юбилейные медали к 50-, 60-, 65-, 70-летию Победы в Великой Отечественной войне 1941—1945 гг.

## Публикации
- Балдаев Х. Ф. и др. Красная книга Республики Марий Эл: редкие и исчезающие виды животных. — Йошкар-Ола. : Изд-во Мар. полиграфкомбината, 2002. — 161 с. — ISBN 5-87898-196-3
- Балдаев Х. Ф. Марийско-русский словарь биологических терминов. — Йошкар-Ола. : Марийский государственный университет, 2012. — 281 с. — ISBN 978-5-94808-688-0
- Балдаев Х. Ф. и др. Красная книга Республики Марий: животные. — Йошкар-Ола. : Марийский государственный университет, 2016. — 255 с. — ISBN 978-5-963100460-6
- Балдаев Х. Ф. Из дневников старого натуралиста. Научно-популярные очерки о природе Марийского края. — Йошкар-Ола. : Марийское книжное издательство, 2018. — 200 с.